# Baltischer Rasen- und Wintersport-Verband
Der Baltische Rasen- und Wintersport-Verband (BRWV) war der regionale Sportverband für den Bereich Nordostdeutschland. Zu seinem Verbandsgebiet gehörten Ostpreußen, Westpreußen, Danzig, Memelland und von 1911 bis 1930 auch Pommern. Gegründet wurde der Verband am 26. Januar 1908 als Baltischer Rasensport-Verband (BRV). Im Dezember 1910 erfolgte die Umbenennung in Baltischer Rasen- und Wintersport-Verband und am 10. April 1927 in Baltischer Sport-Verband (BSV).

## Entwicklung im Fußball
Die erste Endrunde um die baltische Fußballmeisterschaft fand im Frühjahr 1908 statt. An dieser beteiligten sich die drei Meister aus Ostpreußen, Westpreußen und Danzig. Meister wurde der VfB 1900 Königsberg.
Die Spielbezirke wurden über die Jahre bis 1933 mehrfach unterteilt. In Ostpreußen entstanden neben Königsberg die Bezirke Tilsit/Memel, Insterburg/Gumbinnen, Rastenburg/Lyck und Allenstein/Osterode. Nach dem Ersten Weltkrieg erfolgte die Einteilung in Königsberg, Nord, West und Süd. 1921/22 umfasste der Bezirk sogar acht gleichrangige Ligen. Diese wurden mit den Jahren reduziert und Mitte der 1920er Jahre entstand die Ostpreußenliga (auch Bezirksliga und Liga Ostpreußen genannt). Nach der Angliederung des Memellandes an Litauen konnten die Vereine aus Memel und Umgebung sich nicht mehr an den Punktspielen des baltischen Verbandes beteiligen.
Westpreußen und Danzig waren vor dem Ersten Weltkrieg in erst zwei, später drei Kreise eingeteilt (Graudenz, Elbing und Danzig). 1919/20 ging man wieder auf das ursprüngliche Format von zwei Ligen (Westpreußen und Danzig) zurück, eine Spielzeit später wechselte der Bezirk Westpreußen nach Ostpreußen, so dass die Danziger Vereine alleine im Kreis II verblieben. Erst zur Spielzeit 1929/30 erfolgte mit der Umbenennung des Bezirkes in Grenzmark die Erweiterung auf mehrere Kreise.
1911 schlossen sich auch die ersten Vereine Pommerns dem baltischen Verband an. Der in Stettin beheimatete Verband Pommerscher Ballspiel-Vereine trat erst 1913 bei, nachdem der Versuch, einen eigenen Regionalverband zu gründen, kläglich gescheitert war. Aus Pommern wurde in den zeitgenössischen Sportzeitungen in der Regel nur aus Stettin berichtet. In den 1920er Jahren gab es bis zu sieben Kreise (Stolp/Lauenburg, Kolberg/Köslin, Stettin, Stargard, Grenzmark/Schneidemühl, Uckermark/Pasewalk und Gollnow/Pyritz).
Die Vereine aus Vorpommern gehörten bis 1925/26 zum Norddeutschen Fußball-Verband (NFV); der VfB Swinemünde sowie Stralsund 07 (zweimal) nahmen an dessen Meisterschafts-Endrunden teil, bis das Gebiet an den Baltenverband abgegeben wurde. Der Spielbetrieb startete im BSV jedoch erst 1928.
Das spielerische Niveau im gesamten Nordosten blieb sehr schwach. Durch die dünne Besiedelung mit nur sehr wenigen Großstädten, weite Entfernungen und schlechte Verkehrsverbindungen konnte der enorme Rückstand zu den Metropolen und Industriezentren im Westen nie überbrückt werden. Die Spielstärke war, verglichen mit den deutlich stärkeren Vereinen im Westen, bestenfalls zweitklassig.
Im Zuge der Gleichschaltung wurde der Baltische Sport-Verband wenige Monate nach der Machtübernahme der Nationalsozialisten im Jahre 1933 aufgelöst. Die ostpreußischen Vereine wurde nach 1933 der Gauliga Ostpreußen und den dazugehörigen unterklassigen Ligen zugeordnet, die pommerschen Vereine wurden der Gauliga Pommern beziehungsweise den dazugehörigen unteren Ligen zugeordnet.

### Deutsche Fußballmeisterschaft
Als erste Baltenmeister nahm der VfB 1900 Königsberg an der Endrunde um die deutsche Meisterschaft 1907/08 teil. Trotz Heimvorteil wurde den Königsbergern beim 0:7 gegen den späteren Deutschen Meister BTuFC Viktoria 1889 deutlich der Klassenunterschied aufgezeigt. In der darauf folgenden Saison trafen sich beide Vereine erneut an gleicher Stelle, diesmal wurde der VfB mit 1:12 deklassiert. 1909/10 schied der Baltenmeister, diesmal die SpVgg. Prussia Samland 1904 Königsberg, in der Vorrunde gegen den Meister des Märkischen Fußball-Bundes FC Tasmania 1900 Rixdorf mit 1:5 auf dem VfB Platz aus. In der Saison 1910/11 verzichtete der Baltenmeister SC Lituania 1907 Tilsit selbst auf das Vorrundenspiel, wodurch die Berliner Viktoria kampflos das Semifinale erreichte.
In den drei letzten Endrunden vor dem Ersten Weltkrieg erging es den Baltenmeistern nicht besser, 1911/12 unterlag der BuEV Danzig auf eigenem Platz dem BTuFC Viktoria 1889 mit 0:7, 1912/13 musste der Meister Prussia Samland erstmals reisen, verlor in Berlin gegen Viktoria 1:6 und 1913/14 zog, erneut Prussia Samland, gegen den VfB 1893 Leipzig auf dem VfB Königsberg Platz mit 1:4 den Kürzeren.
Erst in der Saison 1919/20 überlebte der Baltenmeister erstmals die Vorrunde. Überraschend wurde der Nordmeister SV Arminia 1910 Hannover in Kiel in der Verlängerung mit 2:1 besiegt. In der nächsten Runde, dem Semifinale, folgte mit dem 0:3 auf dem Berliner Preußenplatz gegen den späteren Deutschen Meister 1. FC 1900 Nürnberg dann aber das Aus. Durch ein Freilos erreichte der VfB 1900 Königsberg 1922/23 das Semifinale und verlor in Stettin mit 2:3 gegen den Hamburger SV 1887.
Ab der Saison 1924/25 nahmen zwei Vertreter der Balten an der Endrunde um die deutsche Meisterschaft teil. Der VfB 1900 Königsberg traf auf Hertha BSC und schied mit dem gleichen knappen Resultat von 2:3 aus. Gleichzeitig verlor der FC Titania 1902 Stettin gegen den Altonaer FC von 1893 mit 2:4. Auch 1926/27 schied der VfB Königsberg nur knapp mit 1:2 gegen die Berliner Hertha aus. In der folgenden Saison 1927/28 gewann der VfB 1900 Königsberg in Breslau gegen den dortigen SC 1908, scheiterte aber mit 0:4 im Viertelfinale am Hamburger SV 1887 in heimischer Umgebung.
Erst in der letzten Saison des Baltischen Sport-Verbandes 1932/33 überstand einer seiner Vertreter das Achtelfinale. Der SV Hindenburg Allenstein schlug Hertha BSC 1892 überraschend mit 4:1, ging im Viertelfinale aber mit 2:12 bei der SG Eintracht 1899 Frankfurt unter.
In 32 Endrundenspielen um die deutsche Meisterschaft einschl. einem Verzicht kamen die Meister und Vizemeister der Balten zu ganzen drei Siegen bei 29 Niederlagen. Das Torsaldo von 37:154 zeigte auf, wie spielerisch schwach und unterentwickelt der Nordosten im Vergleich zu anderen Verbänden war.

### Fußballmeister des Baltischen Rasen- und Wintersport-Verbandes
| Jahr    | Baltischer Meister            | Abschneiden deutsche Meisterschaft | Deutscher Meister    |
| ------- | ----------------------------- | ---------------------------------- | -------------------- |
| 1907/08 | VfB Königsberg                | Viertelfinale                      | Berliner FC Viktoria |
| 1908/09 | VfB Königsberg                | Viertelfinale                      | Karlsruher FC Phönix |
| 1909/10 | SV Prussia-Samland Königsberg | Ausscheidungsrunde                 | Karlsruher FV        |
| 1910/11 | SC Lituania Tilsit            | Viertelfinale                      | Berliner FC Viktoria |
| 1911/12 | BuEV Danzig                   | Viertelfinale                      | Holstein Kiel        |
| 1912/13 | SV Prussia-Samland Königsberg | Viertelfinale                      | VfB Leipzig          |
| 1913/14 | SV Prussia-Samland Königsberg | Viertelfinale                      | SpVgg Fürth          |
| 1919/20 | Stettiner FC Titania          | Halbfinale                         | 1. FC Nürnberg       |
| 1920/21 | VfB Königsberg A              | Viertelfinale A                    | 1. FC Nürnberg       |
| 1921/22 | VfB Königsberg B              | Viertelfinale B                    | kein Meister         |
| 1922/23 | VfB Königsberg                | Halbfinale                         | Hamburger SV         |
| 1923/24 | VfB Königsberg                | Viertelfinale                      | 1. FC Nürnberg       |
| 1924/25 | VfB Königsberg                | Achtelfinale                       | 1. FC Nürnberg       |
| 1925/26 | VfB Königsberg                | Achtelfinale                       | SpVgg Fürth          |
| 1926/27 | Stettiner FC Titania          | Achtelfinale                       | 1. FC Nürnberg       |
| 1927/28 | VfB Königsberg                | Viertelfinale                      | Hamburger SV         |
| 1928/29 | VfB Königsberg                | Achtelfinale                       | SpVgg Fürth          |
| 1929/30 | VfB Königsberg                | Achtelfinale                       | Hertha BSC           |
| 1930/31 | SV Prussia-Samland Königsberg | Achtelfinale                       | Hertha BSC           |
| 1931/32 | SV Hindenburg Allenstein      | Achtelfinale                       | FC Bayern München    |
| 1932/33 | SV Prussia-Samland Königsberg | Achtelfinale                       | Fortuna Düsseldorf   |

|  | Verein                        | Titel | Jahr                                                             |
|  | ----------------------------- | ----- | ---------------------------------------------------------------- |
|  | VfB Königsberg                | 11    | 1908, 1909, 1921, 1922, 1923, 1924, 1925, 1926, 1928, 1929, 1930 |
|  | SV Prussia-Samland Königsberg | 5     | 1910, 1913, 1914, 1931, 1933                                     |
|  | Stettiner FC Titania          | 2     | 1920, 1927                                                       |
|  | SC Lituania Tilsit            | 1     | 1911                                                             |
|  | BuEV Danzig                   | 1     | 1912                                                             |
|  | SV Hindenburg Allenstein      | 1     | 1932                                                             |

### Kronprinzenpokal
Der Baltische Rasensport-Verband beteiligte sich mit seiner Auswahlmannschaft auch am Kronprinzenpokal seit seiner Einführung in der Saison 1908/09. In der Vorrunde gelang ein 1:0-Sieg über Südostdeutschland, im Semifinale folgte aber eine 0:8-Niederlage gegen Mitteldeutschland. In den zwölf Spielen im Kronprinzenpokal gelang den Balten nur ein Sieg und ein Unentschieden (mit verlorener Wiederholung), denen neun Niederlagen mit 10:63 Toren gegenüberstanden.

### Bundespokal
Erst 1922/23 erreichten die Balten durch ein Freilos das Semifinale um den nach dem Sturz der Monarchie in Bundespokal umbenannten Wettbewerb. Dieses ging gegen Süddeutschland mit 1:4 verloren. Auch 1929/30 erreichten die Balten durch ein Freilos das Semifinale, in dem sie in Stettin gegen Brandenburg mit 1:3 ausschieden. In der folgenden Saison 1930/31 brachte der baltische Verband die Auswahl Süddeutschland in Königsberg an den Rand einer Niederlage und gab sich erst in der Verlängerung mit 3:4 geschlagen. Auch 1931/32 war das Ausscheiden mit 3:4 gegen Norddeutschland ehrenvoll.
Alle 14 Spiele im Bundespokal gingen mit einem Torsaldo von 17:59 verloren.

### Kampfspielpokal
Auch am nur alle vier Jahre ausgetragenen Kampfspielpokal nahm der baltische Verband zweimal teil. Im ersten Wettbewerb 1922 schieden die Balten in Berlin gegen Brandenburg mit 1:5 aus. 1926 gegen Norddeutschland in Hamburg musste sich die baltische Auswahlmannschaft erst in der Verlängerung mit 1:3 beugen. Für den Wettbewerb 1930 waren die Balten nicht qualifiziert.
In allen drei Wettbewerben für Auswahlmannschaften bestritt der baltische Verband insgesamt 27 Spiele, gewann eins, spielte einmal unentschieden und unterlag 25-mal bei 29:130 Toren.

## Entwicklung im Feldhandball
Im Bereich Feldhandball schloss sich der BRWV der Deutschen Sportbehörde für Leichtathletik (DSB) an. Ab der Spielzeit 1923/24 wurde der baltische Feldhandballmeister der Männer ermittelt, der sich für die Deutsche Feldhandballmeisterschaft qualifizierte. Dort schieden die baltischen Vertreter jedoch regelmäßig bereits in der ersten Runde aus.
| Jahr    | Baltischer Feldhandballmeister |
| ------- | ------------------------------ |
| 1923/24 | Polizei SV Stettin             |
| 1924/25 | Polizei SV Stettin             |
| 1925/26 | Polizei SV Stettin             |
| 1926/27 | SV Schutzpolizei Danzig        |
| 1927/28 | Polizei SV Stettin             |
| 1928/29 | Polizei SV Stettin             |
| 1929/30 | SV Schutzpolizei Danzig        |
| 1930/31 | Polizei SV Königsberg          |
| 1931/32 | SV Hindenburg Allenstein       |
| 1932/33 | Polizei SV Königsberg          |